# Arctophila fulva
Arctophila es un género monotípico de plantas herbáceas perteneciente a la familia de las poáceas Su única especie, Arctophila fulva, es originaria de las regiones del Ártico en América y Eurasia.

## Descripción
Plantas perennes; rizomatosas o estoloníferas (con gruesos rizomas frágiles) tallos robustos, de 30-80 cm de alto ; herbácea ; no ramificada arriba. Culmos con nodos glabros y entrenudos huecos. Los brotes jóvenes extravaginales. Hojas no agregadas basalmente y no auriculadas. Las láminas de las hojas son lineales; estrechas (púrpura), de 2-7 (-13) mm de ancho, planas, sin nervadura transversal; persistentes. Lígula una membrana no truncada (generalmente lacerada); de 3-5 mm de largo. Plantas bisexuales, con espiguillas bisexuales; con flores hermafroditas. Inflorescencia paniculada ; abierta (con ramas largas, y con menor frecuencia laxas).

## Taxonomía
Arctophila fulva fue descrita por (Trin.) Andersson y publicado en Plantas Scandinaviae Descriptionibus et Figuris Analyticis Adumbratae. Fasciculus primus Cyperaceas Scandinaviae Complectens 49. 1852.
Etimología
Arctophila: nombre genérico que deriva del griego Arct, ‘Ártico’, y phila, ‘amante’.
fulva: epíteto latino que significa ‘de color amarillo dorado’, o ‘rojizo’.
Citología
El número cromosómico básico del género es x = 7, con números cromosómicos somáticos de 2n = 42 y 63, ya que hay especies diploides y una serie poliploide. Cromosomas relativamente «grandes».
Sinonimia
| - Arctophila brizoides Greene - Arctophila chrysantha Greene - Arctophila effusa Lange - Arctophila fulva (Trin.) Polunin - Arctophila gracilis Greene - Arctophila laestadii Rupr. - Arctophila latiflora Rupr. - Arctophila mucronata Hack. ex Vasey - Arctophila pendulina (J.Vahl) Nyman - Arctophila pendulina (Laest.) Andersson - Arctophila poecilantha Rupr. - Arctophila remotiflora Rupr. - Arctophila similis Rupr. - Arctophila trichoclada Rupr. - Arctophila trichopoda Holm - Colpodium fulvum (Trin.) Griseb. - Colpodium malmgrenii Andersson | - Colpodium mucronatum Beal - Colpodium pendulinum (Laest.) Griseb. - Glyceria fulva (Trin.) Fr. - Glyceria pendulina Laestad. ex Wahlenb. - Graphephorum fulvum (Trin.) A.Gray - Graphephorum pendulina (Laest.) A.Gray - Graphephorum pendulinum (Wahlenb.) A.Gray - Molinia pendulina (Laest.) Hartm. - Poa deflexa Rupr. - Poa fulva Trin. basónimo - Poa laestadii Rupr. - Poa latiflora Rupr. - Poa pendulina (Wahlenb.) J.Vahl - Poa poecilantha Rupr. - Poa remotiflora Rupr. - Poa similis Rupr. - Poa trichoclada Rupr. |